# Gestreifte Hörnchenschnecke
Die Gestreifte Hörnchenschnecke (Polycera quadrilineata) ist eine Schnecke aus der Unterordnung der Nacktkiemer, die im nordöstlichen Atlantik verbreitet ist.

## Merkmale
Die Gestreifte Hörnchenschnecke wird zwei Zentimeter lang. Sie hat eine sehr auffällige Farbgebung: Auf dem Rücken (Notum) ihres weißen, durchscheinenden Körpers verlaufen längs meist mehrere durchgehende schwarze Linien – oft auch mehr als die von Müller genannten vier –, darüber hinaus meistens auch leuchtend gelbe, erhabene Linien oder Flecken.
Sie besitzt zwei keulenförmige, lamellierte Kopffühler (Rhinophoren) und an der Rückenseite einen Kiemenkranz mit ähnlicher Färbung. Durch die meist vier, gelegentlich sechs, durchscheinend weißen tentakelartigen Fortsätze des Stirnsegels, die ebenfalls leuchtend gelbe Spitzen aufweisen, unterscheidet sie sich von der nahe verwandten Färöischen Hörnchenschnecke, die meist acht solcher Fortsätze und keine erhabenen gelben Flecken besitzt.

## Vorkommen und Verbreitung
Die Gestreifte Hörnchenschnecke lebt im Mittelmeer und im Atlantik sowie im Ärmelkanal, der Nordsee und der westlichen Ostsee. 

## Ernährung und Lebensweise
Die Schnecke weidet krustenbildende Moostierchen ab, wobei insbesondere Membranipora membranacea und Electra pilosa gefressen werden. Sie produziert saure Sekrete in ihrer Haut zur Feindabwehr.